# Diceratobasis macrogaster
Diceratobasis macrogaster är en trollsländeart som först beskrevs av Selys 1857.  Diceratobasis macrogaster ingår i släktet Diceratobasis och familjen dammflicksländor. IUCN kategoriserar arten globalt som otillräckligt studerad. Inga underarter finns listade i Catalogue of Life.